# محمد زبارة
محمد بن محمد بن يحيى زبارة الصنعاني (وُلد سنة 1301 هـ المُوافق 1884م - تُوفي سنة 1381 هـ المُوافق 1961م) هو مؤرخ وعالم دين يمني من صنعاء، تولى مناصب رسمية في عهد الإمام يحيى، وهو صاحب كتابات مرجعية في تاريخ أعلام اليمن، ووالد مفتى اليمن الأسبق أحمد بن محمد زبارة.
كان أمير القصر السعيد (وهو مستودع ذخائر ومؤونة الجيش اليمني)، وصهر الإمام يحيى الذي زوج ابنته الأميرة خديجة إلى ابنه أحمد. كما انتدبه الإمام يحيى في مهام رسمية إلى دول الجوار، وكلف أيضا بالسفر إلى مصر لطباعة الكتب اليمنية المهمة فيها ونشرها خارج اليمن.

## أهم أعماله
- نيل الوطر من تراجم رجال اليمن في القرن الثالث عشر من هجرة سيد البشر صلى الله عليه وسلم، مركز الدراسات والابحاث اليمنية، صنعاء
- نبلاء اليمن بالقرن الثاني عشر للهجرة: نشر العرف لنبلاء اليمن بعد الألف، مكتبة الجيل الجديد، صنعاء، 2012
- الملحق التابع للبدر الطالع بمحاسن من بعد القرن السابع، دار المعرفة، بيروت
- خلاصة المتون في أنباء ونبلاء اليمن الميمون، مركز التراث والبحوث الإسلامي، صنعاء[6]
- اتحاف المهتدين في العترة النبويّة وترجمة 120 إماما منها
- نشر العرف لنبلاء اليمن بعد الألف
- لامية نبلاء اليمن الذين ماتوا بالقرن الرابع عشر للهجرة[4]